# Teleaj, Sokal
Teleaj (în ucraineană Теляж) este localitatea de reședință a comunei Teleaj din raionul Sokal, regiunea Liov, Ucraina.

## Demografie
Componența lingvistică a localității Teleaj
     Ucraineană (99,88%)
     Alte limbi (0,12%)
Conform recensământului din 2001, majoritatea populației localității Teleaj era vorbitoare de ucraineană (99,88%), existând în minoritate și vorbitori de alte limbi.